# Heiligste Dreifaltigkeit (Bergstetten)

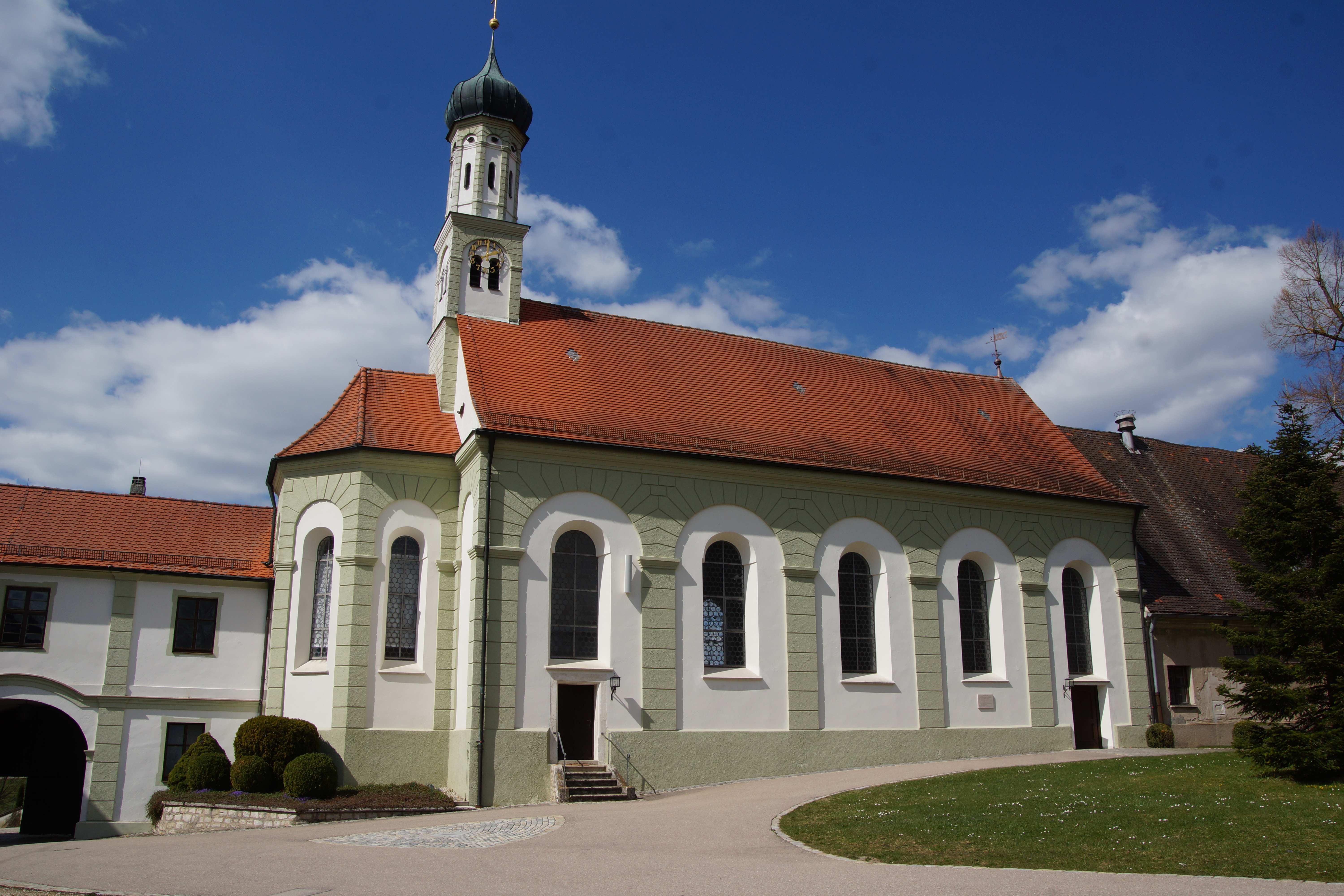
Heiligste Dreifaltigkeit in Bergstetten

Die römisch-katholische Filialkirche Heiligste Dreifaltigkeit steht in Bergstetten, einem Ortsteil des Marktes Kaisheim im Landkreis Donau-Ries von Bayern. Das Bauwerk ist in der Liste der Baudenkmäler in Kaisheim als Baudenkmal unter der Nr. D-7-79-169-28 eingetragen. Die Kirche gehört zum Bistum Eichstätt.

## Beschreibung
Die 1688 anstelle eines Vorgängerbaus errichtete Saalkirche ist Teil des Vierseithofs eines Gutes, das zum Kloster Kaisheim gehörte. Sie besteht aus einem Langhaus und einem eingezogenen, dreiseitig geschlossenen Chor. Über dem Südgiebel des Langhauses erhebt sich ein Dachreiter, dessen quadratisches Geschoss die Turmuhr und das darüber liegende achteckige den Glockenstuhl beherbergt. Darauf sitzt eine Zwiebelhaube. Der Innenraum des Langhauses ist mit einem Stichkappengewölbe überspannt.